# Sîn-lēqi-unninni
Sîn-lēqi-unninni fu un sacerdote ed esorcista (mašmaššu) cassita che visse in Mesopotamia in un periodo compreso tra il 1300 a.C. ed il 1000 a.C.. 
Il nome dello scrittore può avere differenti trascrizioni: Sîn-lēqi-unninni significa "Sîn (il Dio Luna) è colui che accetta le mie preghiere", mentre Sîn-liqe-unninni, significa "O Sîn! Accetta le mie preghiere".
È il redattore della versione meglio conservata dell'Epopea di Gilgameš. Il suo nome è riportato nel testo stesso, cosa assai inusuale per un testo scritto in caratteri cuneiformi. La sua versione è conosciuta per il suo incipit: «Colui che ha visto l'abisso».
Il solo momento in cui Sîn-lēqi-unninni narra la storia in prima persona è nel prologo. 
La sua versione include, tra gli altri, nella Tavola IX, la storia del Diluvio Universale di Utanapištim e, nella Tavola XII, la storia in lingua sumera di Gilgameš, Enkidu e gli Inferi.